# Zona económica exclusiva de Portugal

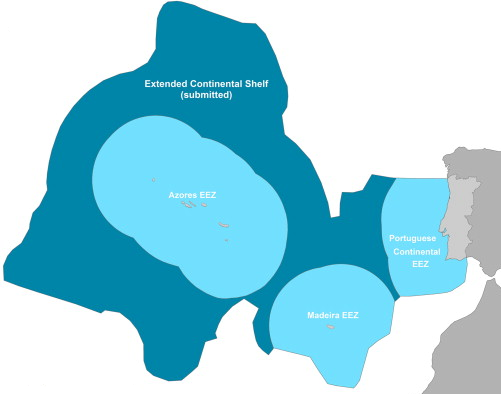
Zona económica exclusiva de Portugal
Posible plataforma continental extendida

Portugal tiene la tercera zona económica exclusiva de la Unión Europea y la 11.ª del mundo. La zona marítima sobre la que los portugueses tienen derechos especiales sobre la explotación y el uso de los recursos marinos, tiene 1,727.408 km².

## Zona económica exclusiva de Portugal
- Portugal continental 327.667 km²
- Islas Azores 953.633 km²
- Archipiélago de Madeira 446.108  km²
- Total: 1,727.408  km²

## Disputa con España
España defiende que la frontera más meridional de la zona económica exclusiva entre España y Portugal debería consistir en una línea equidistante trazada a medio camino entre Madeira y las islas Canarias. Pero Portugal ejerce soberanía sobre las islas Salvajes (un pequeño archipiélago al norte de las Canarias, consiguiendo de esta manera forzar el límite de la ZEE aún más al sur.
España se opone sobre el fundamento que las islas Salvajes no tienen una plataforma continental separada, según el artículo 121 de la Convención de las Naciones Unidas sobre el Derecho del Mar:
"Rocas que no pueden sostener habitación humana o vida económica por sí mismas no tienen una zona económica exclusiva o plataforma continental."
El estatus de las islas Salvajes como islas o como roques está en el núcleo de esta disputa actual. Hoy las islas Salvajes constituyen una reserva natural cuyos únicos habitantes en todo el año son dos guardianes del parque natural de Madeira. A lo largo de los años las autoridades portuguesas han capturado algunos barcos pesqueros españoles alrededor de la zona por pesca ilegal.

## Tabla del mundo de ZEE
| Lista de ZEE de los países por superficie | Lista de ZEE de los países por superficie |
| País                                      | ZEE + Aguas terr.                         |
| ----------------------------------------- | ----------------------------------------- |
| Estados Unidos                            | 11,351.000 km²                            |
| Francia                                   | 11,035.000 km²                            |
| Australia                                 | 8,148.250 km²                             |
| Rusia                                     | 7,566.673 km²                             |
| Canadá                                    | 5,599.077 km²                             |
| Japón                                     | 4,479.358 km²                             |
| Nueva Zelanda                             | 4,083.744 km²                             |
| Reino Unido                               | 3,973.760 km²                             |
| Chile                                     | 3,681.000 km²                             |
| Brasil                                    | 3,660.955 km²                             |
| Portugal                                  | 1,727.408 km²                             |
| India                                     | 1,641.514 km²                             |
| Sudáfrica                                 | 1,535.538 km²                             |
| Mauricio                                  | 1,284.997 km²                             |
| Madagascar                                | 1,225.259 km²                             |
| Argentina                                 | 1,159.063 km²                             |
| España                                    | 1,039.233 km²                             |
| China                                     | 877.019 km²                               |